# Trachea tristina
Trachea tristina là một loài bướm đêm trong họ Noctuidae.